# 吉达乡
吉达乡，是中华人民共和国西藏自治区昌都市八宿县下辖的一个乡镇级行政单位。

## 行政区划
吉达乡下辖以下地区：
果拉村、仲沙村、拉然村、江查村、浪宗村、吉达村和同空村。